# Armeegruppe von Kleist
De Armeegruppe von Kleist was een Duitse Armeegruppe in de Tweede Wereldoorlog, genoemd naar haar commandant, Generaloberst Ewald von Kleist. 

## Krijgsgeschiedenis
Op 29 januari 1942 werd de Armeegruppe von Kleist gevormd uit het 1e Pantserleger, met stafkwartier in Marioepol.
De Armeegruppe werd opgezet om de gecombineerde verdediging te coördineren van het 1e Pantserleger en het 17e Leger in de Slag om Barvenkovo. De belangrijkste actie van de Armeegruppe vond plaats tijdens de Tweede Slag om Charkov. Hierbij vormde de Armeegruppe de zuidelijke verdediging en later de zuidelijke omsingelings-tang, die grote delen van het Sovjet Zuidwestelijk Front en delen van het Zuidelijk Front insloot en vervolgens vernietigde.
Op 8 juni 1942 werd de Armeegruppe von Kleist weer ontbonden en keerde terug als 1e Pantserleger.

## Commandant
| Rang          | Naam             | Begin           | Eind        |
| ------------- | ---------------- | --------------- | ----------- |
| Generaloberst | Ewald von Kleist | 29 januari 1942 | 8 juni 1942 |